# 400 elefantes
400 elefantes es una revista de arte y literatura nicaragüense, fundada en 1995 por los escritores nicaragüenses Marta Leonor González, Juan Sobalvarro y Carola Brantome. Toma su nombre de uno de los versos finales del poema A Margarita Debayle, de Rubén Darío. Actualmente la revista se edita a través de internet para todo el mundo, aunque su núcleo editorial se encuentra en Managua, Nicaragua.
En sus comienzos la revista era impresa en papel, "el primer número fue una edición un poco artesanal, en un formato pequeño, fotocopiado y engrapado por los editores".
A partir de entonces, el trabajo editorial creció, alcanzando hasta el número 16, en el año 2002. Luego 400 elefantes pasó al formato digital, que es desde donde actualmente lanza sus publicaciones. En sus inicios digitales, utilizaba un formato de página geocities (Yahoo); hoy por hoy utiliza un formato blog wordpress. El portal de literatura nicaragüense Dariana, en uno de sus ensayos, le ha denominado como una "de las contribuciones más importantes a la literatura nicaragüense de la última década"
Además de Poesía y Narrativa corta, 400 elefantes incluye variadas secciones, entre éstas están Artes Visuales, Cine, Ensayo, Noticias culturales, etcétera. También posee un cuerpo de columnistas estables, estos son Amalia Morales, Cristina Castillo Martínez, Zyanya Mariana y Juan Sobalvarro.
La revista también posee un sello editorial, homónimo, desde el cual han editado antologías poéticas, así como diversos títulos de poesía.
Marta Leonor González, vicepresidenta de la Asociación Nicaragüense de Escritoras, y de reconocida trayectoria en la literatura nicaragüense, es la responsable editorial de la revista.